# Ewa Łętowska

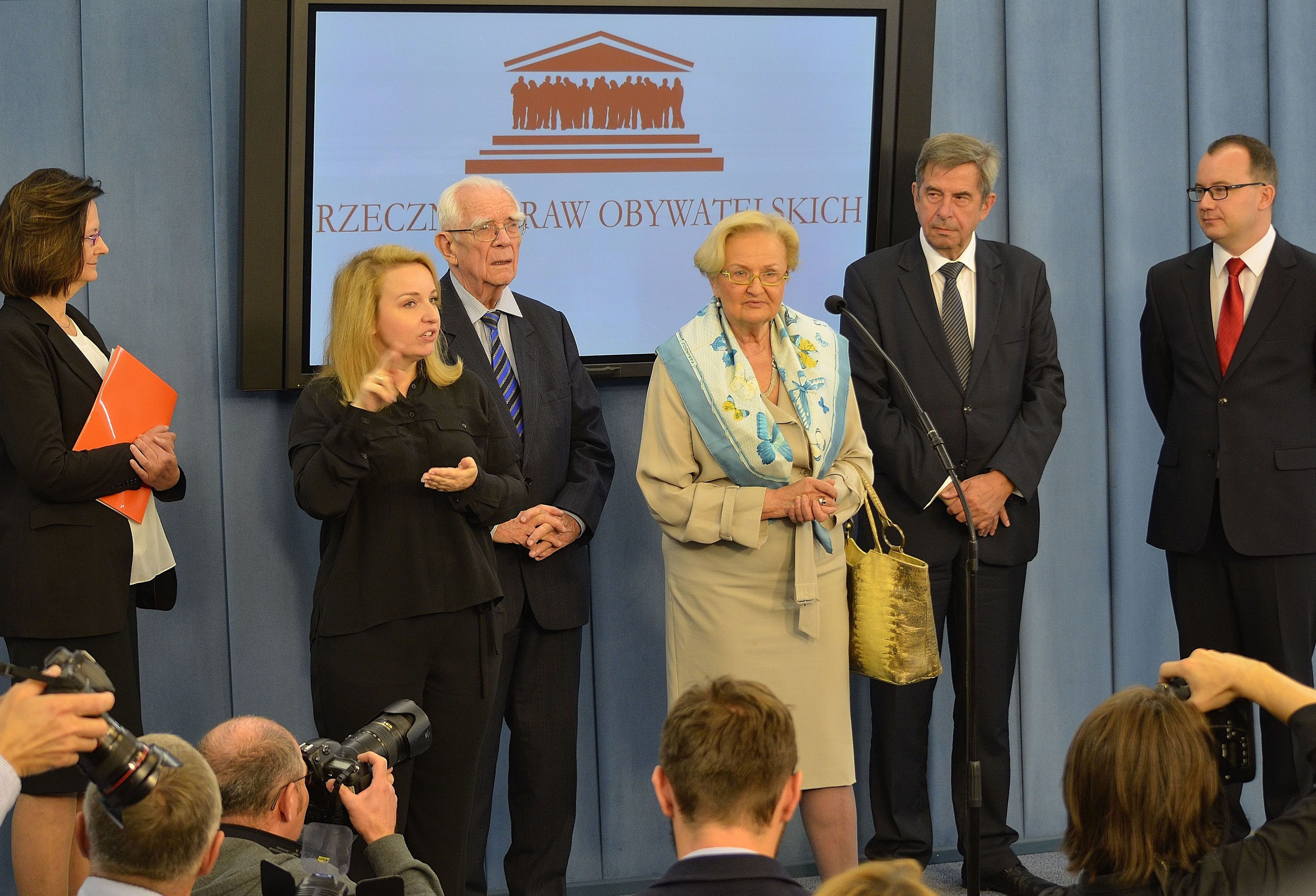
Z Ireną Lipowicz, Adamem Zielińskim, Andrzejem Zollem i Adamem Bodnarem w Sejmie (2015)

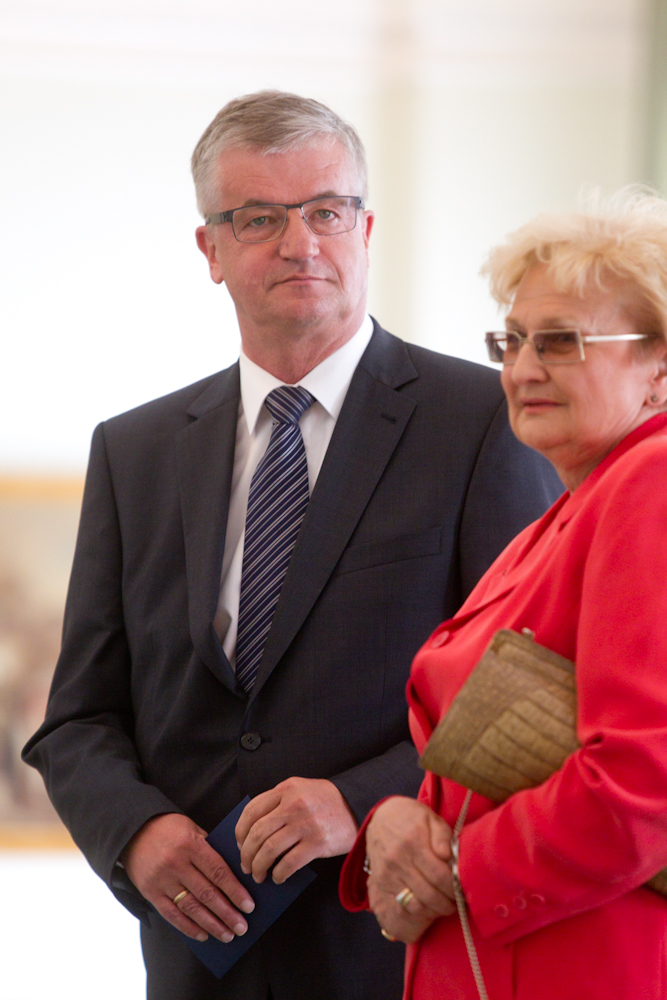
Andrzej Wróbel i Ewa Łętowska (2011)

Ewa Anna Łętowska z domu Ołtarzewska (ur. 22 marca 1940 w Warszawie) – polska prawniczka, specjalistka w zakresie prawa cywilnego, konstytucyjnego, administracyjnego oraz praw człowieka, profesor nauk prawnych (1985). Od 1985 profesor w Instytucie Nauk Prawnych PAN; członkini Polskiej Akademii Nauk (członek rzeczywisty od 2010) oraz Polskiej Akademii Umiejętności (członek korespondent od 1997). Rzecznik praw obywatelskich (1988–1992), będąca pierwszą osobą sprawującą ten urząd w Polsce. W latach 1999–2002 sędzia Naczelnego Sądu Administracyjnego, a w latach 2002–2011 sędzia Trybunału Konstytucyjnego.

## Życiorys
W 1962 ukończyła studia na Wydziale Prawa i Administracji Uniwersytetu Warszawskiego (WPiA UW). W latach 1963–1965 odbyła aplikację sądową. W 1968 uzyskała stopień doktora nauk prawnych, habilitowała się w 1975 (ze specjalizacją w zakresie prawa cywilnego). W 1985 otrzymała tytuł profesorski w zakresie nauk prawnych.
W latach 1965–1969 oraz 1974–1983 wykładała na WPiA UW. W latach 1977–1987 kierowała Zespołem Prawa Cywilnego w Instytucie Nauk Prawnych Polskiej Akademii Nauk. Od 1980 do 1983 była członkinią zarządu Zrzeszenia Prawników Polskich.
Była prawniczką Federacji Konsumentów, członkinią Komisji Kodyfikacyjnej Prawa Cywilnego oraz Rady Legislacyjnej (1984–1989). Po wprowadzeniu w Polsce instytucji rzecznika praw obywatelskich została pierwszą osobą pełniącą tę funkcję. Stanowisko to zajmowała od 1 stycznia 1988 do 13 lutego 1992. W latach 1999–2002 orzekała jako sędzia Naczelnego Sądu Administracyjnego. Zajmowała się działalnością ekspercką w ramach Międzynarodowej Organizacji Pracy.
W 2002 została wybrana na urząd sędziego Trybunału Konstytucyjnego; była rekomendowana przez posłów SLD, PSL i UP. Po zakończeniu dziewięcioletniej kadencji w 2011 przeszła w stan spoczynku.
Była profesorem w Instytucie Nauk Prawnych PAN, wykładała na Université Panthéon-Sorbonne w Paryżu, prowadziła odczyty i wykłady na innych uniwersytetach w Europie. Opublikowała liczne prace naukowe z zakresu prawa cywilnego, konstytucyjnego i ochrony konsumentów. Autorka esejów i artykułów publicystycznych o tematyce prawniczej, a także publikacji popularyzatorskich. Została członkinią komitetu redakcyjnego miesięcznika „Państwo i Prawo”.

## Członkostwo w instytucjach i organizacjach
- Polska Akademia Umiejętności (członek korespondent od 1997)[8][9]
- Polska Akademia Nauk (członek korespondent od 1997, członek rzeczywisty od 2010)[9]
- Komitet Nauk Prawnych PAN[10]
- Centralna Komisja do Spraw Stopni i Tytułów (1997–1999)[7]
- Académie internationale de droit comparé w Paryżu
- Rada Europejskiej Fundacji Praw Człowieka[2]
- Komitet Helsiński
- Stowarzyszenie Collegium Invisibile[11]
- Rada programowa Archiwum im. Wiktora Osiatyńskiego[12]
- Rada Fundacji „Instytut Artes Liberales”[6]

## Życie prywatne
Jej mężem był Janusz Łętowski (1939–1999), profesor nauk prawnych, sędzia Sądu Najwyższego, a także krytyk muzyczny.
Znawczyni muzyki, zwłaszcza opery. Krytyczka muzyczna w mediach i konsultantka podczas przygotowywania przedstawień operowych. Również w rozważaniach prawniczych Ewa Łętowska często za punkt wyjścia do rozważań przyjmowała libretta operowe. Zgromadziła obszerną kolekcję wydawnictw muzycznych. Wraz z mężem tworzyła poświęcone muzyce programy dla Polskiego Radia.

## Wybrane publikacje

### Publikacje naukowe
- Umowa o świadczenie przez osobę trzecią, Wydawnictwo Prawnicze, Warszawa 1970.
- Wzorce umowne: ogólne warunki, wzory, regulaminy, Zakład Narodowy im. Ossolińskich, Wrocław 1975.
- Poradnik konsumenta (współautorka z Krystyną Wójcik), Instytut Wydawniczy Związków Zawodowych, Warszawa 1983, ISBN 83-202-0247-7.
- Komentarz do ogólnych warunków umów konsumenckich (współautorka z Czesławą Żuławską), Wydawnictwo Prawnicze, Warszawa 1986, ISBN 978-83-219-0307-1.
- Podstawy prawa cywilnego, Ecostar, Warszawa 1993, ISBN 978-83-901288-0-1.
- Po co ludziom konstytucja, Exit, Warszawa 1995, ISBN 83-86104-80-5.
- La constitution, oeuvre de la société?, Schulthess Polygraphischer, Zurych 1995.
- The commissioner for citizens’ rights in Central and Eastern Europe: the Polish experience, Saint Louis Univ. School of Law and Warsaw Univ. School of Law, Saint Louis 1996.
- Sąd Najwyższy USA. Prawa i wolności obywatelskie (współautorka z Rogerem Goldmanem i Stanisławem Frankowskim), Biuro Instytucji Demokratycznych i Praw Człowieka OBWE, Warszawa 1997.
- Prawo umów konsumenckich, C.H. Beck, Warszawa 1999, ISBN 83-7110-275-5.
- Bezpodstawne wzbogacenie, C.H. Beck, Warszawa 2000, ISBN 83-7110-648-3.
- Ustawa o ochronie niektórych praw konsumentów: komentarz, C.H. Beck, Warszawa 2000, ISBN 83-7110-747-1.
- Ochrona niektórych praw konsumentów: komentarz, C.H. Beck, Warszawa 2001, ISBN 978-83-7110-819-8.
- Zbieg norm w prawie cywilnym, C.H. Beck, Warszawa 2002, ISBN 978-83-7247-659-3.
- Nieuczciwe klauzule w prawie umów konsumenckich (współredaktor), C.H. Beck, Warszawa 2004, ISBN 83-7387-155-1
- Europejskie prawo umów konsumenckich, C.H. Beck, Warszawa 2004, ISBN 978-83-7387-310-0.
- Prawo zobowiązań – część ogólna (redaktor), C.H. Beck, Warszawa 2006, ISBN 83-7387-417-8.
- Umowy odnoszące się do osób trzecich (współautorka z Małgorzatą Bednarek i Przemysławem Drapałą), C.H. Beck, Warszawa 2006, ISBN 83-7483-009-3.
- Prawo intertemporalne w orzecznictwie Trybunału Konstytucyjnego i Sądu Najwyższego (redaktor), Wolters Kluwer Polska, Warszawa 2008, ISBN 978-83-7526-821-8.

### Publikacje popularyzatorskie
- Baba na świeczniku (Ewa Łętowska w rozmowie z Mariuszem Janickim i Stanisławem Podemskim), Polska Oficyna Wydawnicza BGW, Warszawa 1992, ISBN 83-7066-323-0.
- Jak zaczynał Rzecznik Praw Obywatelskich (felietony 1988–1991), Agencja Master, Łódź 1992, ISBN 83-85782-00-1.
- Rzeźbienie państwa prawa: 20 lat później (Ewa Łętowska w rozmowie z Krzysztofem Sobczakiem), Wolters Kluwer Polska, Warszawa 2012, ISBN 978-83-264-3896-7.
- O prawie i o mitach (współautorka z Krzysztofem Pawłowskim), Wolters Kluwer Polska, Warszawa 2013, ISBN 978-83-264-4476-0.
- O prawie i o operze (współautorka z Krzysztofem Pawłowskim), Wolters Kluwer Polska, Warszawa 2014, ISBN 978-83-264-3354-2.
- Matylda i Gala Stulecia (współautorka z Krzysztofem Pawłowskim), Teatr Wielki – Opera Narodowa, Warszawa 2016, ISBN 978-83-65161-77-2.
- Jak urządzić Skrzatowisko? (współautorka z Krzysztofem Pawłowskim), Wydawnictwo Krytyki Politycznej, Warszawa 2018, ISBN 978-83-65853-56-1.
- Projekt M. / ACUS (współautorka z Krzysztofem Pawłowskim), Wydawnictwo Arche, Sopot 2020, ISBN 978-83-88445-47-7.
- O wygaszaniu państwa prawa (współautorka z Jerzym Zajadłą), Wydawnictwo Arche, Sopot 2020, ISBN 978-83-88445-37-8.

## Odznaczenia i wyróżnienia
W 1996 została odznaczona przez prezydenta Aleksandra Kwaśniewskiego Krzyżem Komandorskim Orderu Odrodzenia Polski. W 2011 prezydent Bronisław Komorowski nadał jej Krzyż Komandorski z Gwiazdą tego orderu. W 1979 odznaczona Złotym Krzyżem Zasługi.
Otrzymała doktoraty honoris causa Uniwersytetu Gdańskiego (2008), Akademii Pedagogiki Specjalnej im. Marii Grzegorzewskiej (2009) i Uniwersytetu Warszawskiego (2016).
W 1995 wyróżniona przez Fundację Friedricha Eberta („Human Rights 1994”) za działalność w zakresie ochrony praw człowieka i umacnianie zasad państwa prawa. W 2000 uhonorowana Medalem „Zasłużony dla Tolerancji” przyznawanym przez Fundację Ekumeniczną oraz Nagrodą Naukową im. Mikołaja Kopernika miasta Krakowa w dziedzinie ekonomii. Została wyróżniona tytułem „Kobieta Roku” przez miesięcznik „Twój Styl”. W 2011 władze Polskiego Czerwonego Krzyża przyznały jej Odznakę Honorową PCK I stopnia. W 2013 została laureatką Nagrody za Odważne Myślenie im. Barbary Skargi przyznawanej przez Konfederację Lewiatan i Fundację na Rzecz Myślenia im. Barbary Skargi.